# Худоян, Самвел Суренович
Самвел Суренович Худоян (29 октября 1960, Ереван — 3 декабря 2020, Ереван) — армянский психолог, общественный деятель, доктор психологических наук, профессор, зав. кафедрой Развития и прикладной психологии Армянского гос. педагогического университета им. Х. Абовяна.

## Трудовая биография
Окончил факультет Армянского языка и литературы АГПУ им. Х. Абовяна. В начале 1980-х годов Худоян работал учителем армянского языка и литературы в сельских школах Армении. С 1985 по 1988 работал научным сотрудником в научно-исследовательском институте педагогических наук. В 1988 – 1991 гг. учился в аспирантуре при кафедре психологии АГПУ им. Х. Абовяна. Защитив кандидатскую диссертацию, начал работать в том же университете на кафедре психологии. В 2010 году Худоян защитил докторскую диссертацию, а в 2014 году получил звание профессора.
С 1989 года С. Худоян преподаёт разные предметы психологического цикла в  вузах Армении (АГПУ им. Х. Абовяна, Университет практической психологии и социологии «Урарту», ЕГУ и др.). С. Худоян читал лекции в национальном лицее имени Г. Тахтаяна в Лондоне, в Государственном университете Арцаха, на курсах переподготовки специалистов разных областей. В 2006 году заведовал кафедрой психологии Академии государственного управления Армении. В 2011 году был избран заведующим кафедрой Развития и прикладной психологии АГПУ им Х.Абовяна.
С 1989 года С. Худоян  занимается психотерапией, ведёт практические курсы по гипнотерапии, экзистенциальной, когнитивной и бихевиоральной терапии. 1994 – 2005 годах работал психологом в центре психического здоровья «Стресс», а в 2003-2005 гг. руководил отделением немедикаментозной терапии в центре психического здоровья «Стресс». С. Худоян разработал несколько психотерапевтических техник и концепцию, посвящённую когнитивным механизмам внушения. В 2006 году создал психотерапевтический аудиодиск.
В 1994 году С. Худоян создал психологический журнал «Душа», а в 2002 газету «Душа». Он так же является членом редакционных советов научных журналов «Психология и жизнь», «Мудрость» и др. В конце 1980-х годов С. Худоян вёл психологическую передачу на «Первом Армянском телеканале» (Հ1), работал психологом-консультантом на телеканале «АР». Он часто выступает в СМИ, активно пропагандирует психологическую науку.
Самвел Худоян автор более 100 научных работ, в том числе пяти монографий, посвящённых психологии и психотерапии.

## Научный вклад
Функциональная теория развития личности. Автор  рассматривает возрастной цикл как процесс решения определённой проблемы развития. Выделяются четыре проблемы развития и, соответственно, четыре возрастных цикла, направленных на их решение. Первая проблема и возрастной цикл считается формирование субъекта видовой активности (0 - 7 лет), второй - направлен на формирование субъекта половой активности (8 - 20 лет), на третьем цикле формируется субъект социальной (трудовой и семейной) активности (22 - 45 лет), а последней проблемой развития считается самоисчерпание (с 45 до конца жизни) Функциональная периодизация онтогенеза . На каждом этапе развития происходят перестройки самосознания, человек начинает осознавать себя в качестве субъекта определённой активности. На первом этапе формируется видовое самосознание, на втором - половое, на третьем человек осознаёт себя в качестве субъекта социальной (семейной и трудовой) активности, а на последнем этапе развития человек осознаёт себя смертным. Перестройками самосознания автор объясняет кризисы трёх лет, подросткового возраста, 25-33 и 55-65 лет Проблема возрастных кризисов развития личности . При этом, считается, что существуют разные виды возрастных кризисов, в основе которых лежат разные закономерности развития. Различаются кризисы индивидуального и возрастного-нормативного развития. Кризисы возрастного развития в свою очередь разделяются на два подвида – кризисы, обусловленные переходом из одного возрастного этапа в другой, и кризисы развития личности, обусловленные возрастными перестройками самосознания К проблеме классификации кризисов развития .   
Согласно автору, при неблагоприятном течении и разрешении кризисов развития могут появляться психопатологические явления (симптомы детского аутизма, некоторые бредовые расстройства, деперсонализационные явления, расстройство половой идентичности в подростковом возрасте, фобические расстройства, депрессии). В период кризисов, в процессе перестроек самосознания формируется Я - концепция личности, как субъекта определённой активности (видовой, половой, социальной…). При самоотвергающей Я-концепции, человек может перевоплотиться в образ несоответствующий своему объективному «Я» (например, в детском возрасте - в образ животного или неодушевлённого предмета, в подростковом возрасте - в образ противоположного пола, после 20,25 лет - в образ выдающиеся личности) Патологические метаморфозы «Я» и кризисы развития личности  .
Теория обучения С. Худояна. Согласно этой теории, одна из основных причин, затрудняющих процесс усвоения знаний, является то, что учащиеся не представляют ту проблематику, в результате решения которой сформировалась данная система знаний, т.е. не понимают ответом каких вопросов являются изучаемые знания. Автор экспериментально доказал, что построение учебного материала и организация обучения на основе проблематики изучаемой системы знаний (по принципу сначала вопрос, потом ответ), многократно повышает эффективность усвоения знаний Психологические основы системного обучения орфографии армянского язык.   
Функциональная типология людей. В 1998 году С. Худоян предложил концепцию типологии, согласно которой, типы людей сформировались в течение эволюции и имеют функциональное значение: каждый тип «предусмотрен» природой для реализации определённой активности в социуме. Автор выделяет три функций (соответственно три типа людей) - ориентацию (информационный тип), управление и исполнение (организационно-исполнительный тип) и побуждение (мотивационный тип).  
Инициатива создания классификационной системы психологических проблем. В 2017 году С. Худоян разработал модель классификационной системы психологических проблем и выдвинул инициативу коллективными усилями создать классификационную систему психологических проблем личности(типа DSM или ICD в медицине)

## Основные работы на русском языке
1. К проблеме кризиса развития в позднем возрасте//  Психологический журнал. – 2007. – №4(16). – С. 57-62.
2. Особенности самосознания детей дошкольного возраста, кризис трех лет и некоторые психопатологические феномены этого возраста //  Психологический журнал. – 2009. – №1(21). – С. 53-56.
3. Онтогенетические перестройки самосознания и кризисы развития личности. Ереван: Зангак-97, 2010. 232 с.
4. Перестройки самосознания в онтогенезе и кризисы развития личности // Психология и психотехника: научно-практический журнал . – 12/2012 . – N12 . – С. 48-52.
5. Феномен детского аутизма с точки зрения онтогенетических закономерностей развития //Психология и психотехника: научно-практический журнал . – 05/2013 . – N5  – С. 506-511.
6. Индивидуальное, незакономерное развитие личности // Теоретическая и экспериментальная психология, 2015, Т.8 № 1, С.79–84.